# Ruz
Carlos Alfredo Ruiz Moisa (Antiguo Cuscatlán, El Salvador, 10 de mayo de 1959), conocido por su nombre artístico Ruz, es un caricaturista salvadoreño. 
Es graduado del Centro Nacional de Artes de El Salvador, y también realizó estudios de periodismo en la Universidad de El Salvador. Parte de su experiencia laboral comprende la docencia, y el área de comunicaciones de una institución gubernamental en los años 1980.
Sus caricaturas, reflejo del acontecer diario para ser entendidas más fácilmente por el público, aparecieron en las páginas editoriales de La Prensa Gráfica (1986-1998) y El Diario de Hoy (de 1998 a 2022). Como él mismo señala, los trabajos son también producto de un aporte en conjunto. De acuerdo a una biografía del artista: 

Cada caricatura es un contacto permanente entre autor y lector, porque además de divertir en las páginas de opinión del periódico, también muestra de una forma muy natural las noticias que a primera vista suelen ser confusas para la gente del común, bajo una óptica pedagógica: de lo complejo a lo popular. Sus obras se resumen bajo tres contextos: crítica social, forma distinta de apreciar la noticia y función pedagógica.

Por otro lado, Ruz ha participado en diferentes eventos internacionales, entre ellos el Encuentro Internacional de Caricaturistas en Alcalá de Henares, España, y el 5 de noviembre de 2012 recibió el reconocimiento «Campeones y Héroes de la Salud» por parte de la Organización Panamericana de la Salud (OPS) por sus mensajes educativos.
A lo largo de su carrera, Ruz ha publicado las siguientes obras:
- Cien Caricaturas sin Gracia.
- Cada Loco con su Tema.
- La Tercera Gracia de Ruz.
- Ruz "Otran Vex"  (Sic).
- La Cachada de Ruz.

En 2011 Ruz lanzó a la venta una colección especial con estos cinco libros que recopilan las caricaturas creadas de 1994 a 2010.